# Dmytro Kotowskyj
Dmytro Wolodymyrowytsch Kotowskyj (ukrainisch Дмитро Володимирович Котовський; bei der FIS nach englischer Transkription Dmytro Kotovskyi; * 8. November 2001 in Riwne, Oblast Riwne) ist ein ukrainischer Freestyle-Skier. Er ist auf die Disziplin Aerials (Springen) spezialisiert und gewann bei den Weltmeisterschaften 2023 die Mixed-Bronzemedaille.

## Biografie
Dmytro Kotowskyj gab im Alter von 16 Jahren in Ruka sein Europacup-Debüt. Bei seinen ersten Juniorenweltmeisterschaften in Minsk-Raubitschy belegte er im Februar 2018 Rang 20. Im folgenden Jahr gelangen ihm mit den Rängen sechs und sieben erste Europacup-Spitzenplatzierungen, bei den Juniorenweltmeisterschaften in Chiesa in Valmalenco blieb er als Vierter knapp hinter den Medaillenrängen zurück. 2019/20 konnte er sich im Europacup noch einmal verbessern und gewann in Bukowel sein erstes Springen. Zwei Jahre danach konnte er in Valmalenco einen weiteren Sieg feiern.

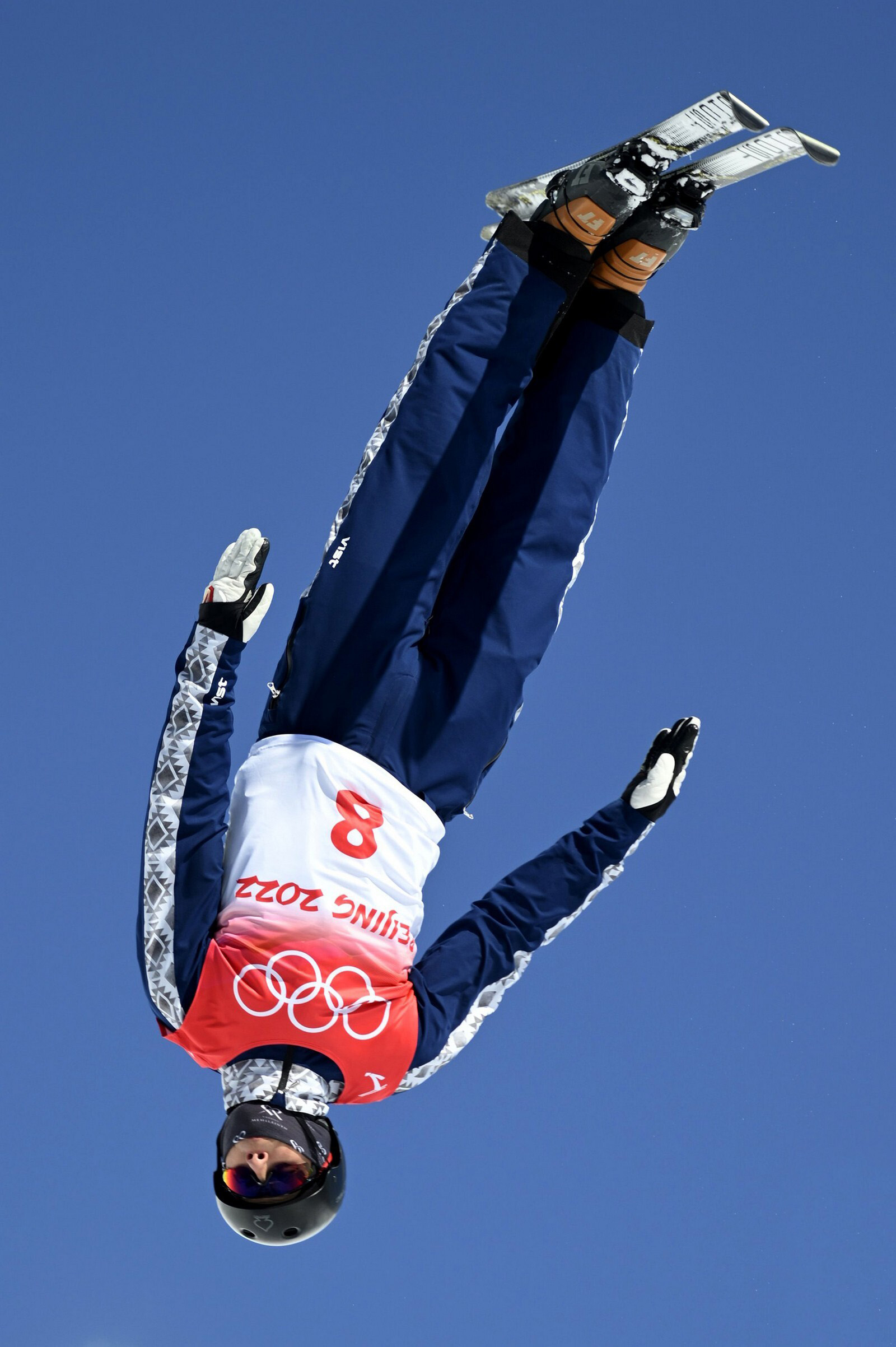
Dmytro Kotowskyj (2022)

Am 23. Februar 2019 gab Kotowskyj in Minsk sein Debüt im Freestyle-Skiing-Weltcup. Sein erstes Spitzenresultat schaffte er knapp zwei Jahre später als Neunter in Ruka. Bei seinen ersten Weltmeisterschaften in Almaty wurde er Fünfter mit dem ukrainischen Mixed-Team und Sechster im Einzel. Zu Beginn der Saison 2021/22 erreichte er als Dritter im Mixed seinen ersten Weltcup-Podestplatz. Im Rahmen der Olympischen Spiele von Peking verpasste er mit der Ukraine zunächst aufgrund mehrerer positiver Corona-Tests die Teilnahme am Mannschaftswettbewerb. Im Einzel kam er – nach zuvor mehreren Weltcup-Platzierungen unter den besten zehn – nicht über Rang 15 hinaus.
Eine deutliche Leistungssteigerung gelang Kotowskyj im Januar und Februar 2023. Nach seinen ersten beiden Einzelpodestplätzen in Le Relais konnte er im Deer Valley den ersten Weltcupsieg seiner Karriere feiern. Im Finale zeigte er als erst zweiter Springer nach Jeret Peterson einen Back full-triple full-full, einen auch als „Hurricane“ bekannten Trick mit drei Saltos und fünf Schrauben, und erhielt dafür 138,32 Punkte. Dabei handelte es sich um die sechsthöchste Jurywertung der Weltcup-Geschichte. Bei den Weltmeisterschaften in Bakuriani gewann er gemeinsam mit Anastassija Nowossad und Oleksandr Okipnjuk die Mixed-Bronzemedaille, im Einzel konnte er die Erwartungen jedoch nicht erfüllen und musste sich mit Rang 15 zufriedengeben. Im Anschluss an die WM entschied er im Engadin den zweiten Weltcup in Folge für sich. In der Disziplinenwertung musste er sich nur Noé Roth geschlagen geben.

## Erfolge

### Olympische Spiele
- Peking 2022: 15. Aerials

### Weltmeisterschaften
- Almaty 2021: 5. Aerials Mixed, 6. Aerials
- Bakuriani 2023: 3. Aerials Mixed, 15. Aerials
- Engadin 2025: 2. Aerials Mixed

### Weltcupwertungen
| Saison  | Gesamt | Gesamt | Aerials | Aerials |
| Saison  | Platz  | Punkte | Platz   | Punkte  |
| ------- | ------ | ------ | ------- | ------- |
| 2018/19 | 237.   | 1,4    | 43.     | 7       |
| 2019/20 | 246.   | 1,29   | 44.     | 9       |
| 2020/21 | –      | –      | 22.     | 78      |
| 2021/22 | –      | –      | 9.      | 168     |
| 2022/23 | –      | –      | 2.      | 371     |
| 2023/24 | –      | –      | 12.     | 153     |
| 2024/25 | –      | –      | 9.      | 210     |

### Weltcupsiege
Kotowskyj errang im Weltcup 6 Podestplätze, davon 2 Siege:
| Datum           | Ort         | Land    | Disziplin |
| --------------- | ----------- | ------- | --------- |
| 3. Februar 2023 | Deer Valley | USA     | Aerials   |
| 5. März 2023    | Engadin     | Schweiz | Aerials   |

### Europacup
- Saison 2024/25: 3. Aerials-Wertung
- 6 Podestplätze, davon 2 Siege:

| Datum            | Ort                  | Land     | Disziplin |
| ---------------- | -------------------- | -------- | --------- |
| 15. Februar 2020 | Bukowel              | Ukraine  | Aerials   |
| 24. März 2022    | Chiesa in Valmalenco | Italien  | Aerials   |
| 8. Dezember 2023 | Ruka                 | Finnland | Aerials   |

### Juniorenweltmeisterschaften
- Raubitschy 2018: 20. Aerials
- Chiesa in Valmalenco 2019: 4. Aerials

### Weitere Erfolge
- 1 Sieg in einem FIS-Wettkampf